# Sam Newfield
Sam Newfield (născut Samuel Neufeld, 6 decembrie 1889, New York - d. 10 noiembrie 1964, Los Angeles) cunoscut și ca Sherman Scott sau Peter Stewart) a fost un regizor american de filme de categoria B.

## Filmografie parțială
O listă detaliată a filmelor este aici: Filmele lui Sam Newfield Arhivat în 30 aprilie 2011, la Wayback Machine.. 

### Ca Sam Newfield
- The Fighting Deputy (1937)
- The Fighting Renegade (1939)
- Marked Men (1940)
- The Mad Monster (1942)
- Tiger Fangs (1943)
- I Accuse My Parents (1944)
- Swing Hostess (1944)
- Apology for Murder (1945)
- Outlaws of the Plains (1946)
- Money Madness (1948)
- Lost Continent (1951)
- Scotland Yard Inspector (1952)
- The Gambler and the Lady (1952)
- Outlaw Women (1952)
- Thunder over Sangoland (1955)
- The Wild Dakotas (1956)
- The Three Outlaws (1956)
- Frontier Gambler (1956)
- Last of the Desperadoes (1956)
- Wolf Dog (1958)
- Flaming Frontier (1958)

### Ca Sherman Scott
- Hitler, Beast of Berlin (1939)
- I Take This Oath (1940)
- Billy the Kid's Gun Justice (1940)
- Billy the Kid's Fighting Pals (1941)
- Billy the Kid's Smoking Guns (1942)
- The Flying Serpent (1946)
- Lady at Midnight (1948)
- The Strange Mrs. Crane (1948)
- The Wild Weed (1949)

### Ca Peter Stewart
- Adventure Island (1947)
- The Counterfeiters  (1948)
- Black Mountain Stage (1940)

### Statistici despre filmele sale
Între 1923 și 1930 Newfield a regizat peste 50 de comedii. Numărul de filme pe an, începând cu 1933, sunt rezumate în tabelul de mai jos.
| An    | Nr. de filme |
| ----- | ------------ |
| 1933  | 3            |
| 1934  | 4            |
| 1935  | 7            |
| 1936  | 14           |
| 1937  | 17           |
| 1938  | 15           |
| 1939  | 13           |
| 1940  | 14           |
| 1941  | 13           |
| 1942  | 19           |
| 1943  | 18           |
| 1944  | 12           |
| 1945  | 12           |
| 1946  | 15           |
| 1947  | 3            |
| 1948  | 5            |
| 1949  | 2            |
| 1950  | 4            |
| 1951  | 8            |
| 1952  | 3            |
| 1953  | -            |
| 1954  | 1            |
| 1955  | 1            |
| 1956  | 3            |
| 1957  | 1            |
| 1958  | 1            |
| Total | 208          |